# Johann Carl Friedrich zu Carolath-Beuthen
Johann Karl Friedrich von Schoenaich-Carolath, 2. Fürst zu Carolath-Beuthen (auch Friedrich Johann Carl) (* 11. November 1716 in Carolath; † 10. Februar 1791) war ein Fürst aus dem Haus Schoenaich-Carolath, freier Standesherr sowie preußischer General. 

## Leben
Er war Sohn von Fürst Hans Carl zu Carolath-Beuthen, Oberamtspräsident in Breslau, und der Amalia, geb. Gräfin zu Dohna-Schlodien. 
Schoenaich-Carolath diente zunächst in der kaiserlichen Armee, ehe er 1741 in den preußischen Dienst wechselte. Er wurde Oberstleutnant im Leibkarabinerregiment. Im Jahr 1743 wurde er zum Oberst und Kommandeur des Kürassierregiments Nr. 8 (von Rochow) ernannt. 
Er machte den Österreichischen Erbfolgekrieg mit und hat sich 1745 insbesondere in der Schlacht bei Hohenfriedberg ausgezeichnet. Im selben Jahr erhielt er auch das Pour le Mérite. Im Jahr 1751 erhielt er ein eigenes Kürassierregiment (Nr. 9). Zu Beginn des Siebenjährigen Krieges war er Generalleutnant. 
Die Beurteilung durch Friedrich II. schwankte. Während er Schoenaich-Carolath 1756 für geeignet hielt auch größere Einheiten zu führen, kritisierte der König 1757, dass er nicht energisch genug gegen die Österreicher vorgehen würde. Die Bitte um die Verleihung des Schwarzen Adlerordens wurde daher auch abschlägig beschieden. Im selben Jahr nahm Schoenaich-Carolath seinen Abschied. 
Nach dem Tod des Vaters wurde er 1763 dessen Nachfolger als Fürst zu Carolath-Beuthen und Besitzer der freien Standesherrschaft zu Carolath und Beuthen. Später diente er verschiedentlich als Gesandter. So wurde er 1764 nach Warschau anlässlich der Königswahl von Stanislaus II. August Poniatowski entsandt. Den Schwarzen Adlerorden erhielt er im November 1764, als er von der Wahl zurückkehrte.

## Familie
Er heiratete am 17. Dezember 1749 Johanna Wilhelmine Prinzessin von Anhalt-Köthen. Aus der Ehe ging Heinrich Karl Erdman, 3. Fürst von Carolath-Beuthen hervor.